# 館腰村 (新潟県)
- 館腰村
- 舘腰村

館腰村（たてのこしむら）は、かつて新潟県岩船郡にあった村。

## 沿革
- 1889年（明治22年）4月1日 - 町村制施行に伴い岩船郡大場沢村、小川村、古渡路村、十川村、下新保村が合併し、館腰村が発足。
- 1901年（明治34年）11月1日 - 岩船郡長津村と合併し、館腰村を新設。
- 1954年（昭和29年）10月1日 - 岩船郡三面村、高根村、猿沢村、塩野町村と合併し、朝日村となり消滅。